# Jerseiès
El jerseiès (Jèrriais -pronunciació aproximada: "jerié") és una llengua indoeuropea directament emparentada amb el normand, del qual es considera una forma dialectal) parlada a les illes Anglonormandes, especialment a Jersey.
Ha estat en declivi durant el passat segle xx, al mateix temps que l'anglès es va establir com l'idioma de l'ensenyament, el comerç i l'administració. Una llengua similar és el guernseiès (dgèrnésiais), la qual es parla a l'illa veïna de Guernsey. Aquestes dues llengües són mútuament intel·ligibles entre si i per la seva banda mantenen una forta similitud amb el dialecte francès anomenat normand que es parla a la Normandia, regió situada al nord-oest de França, davant les illes Anglonormandes.
Tant el jerseiès com el guernseiès posseeixen, tal com s'ha indicat, una forta similitud amb l'actual normand normatiu, i tot i que deriven de la llengua d'oïl, no obstant això hi resulten notòries les influències cèltiques procedents dels veïns bretó i còrnic, a les quals posteriorment es van sumar les influències dels idiomes escandinaus i de l'anglès.
Victor Hugo, durant el seu exili a Jersey, es va interessar per la llengua i va comptar alguns escriptors de Jersey entre el seu cercle de coneguts i partidaris.